# スタンプ・フェアテックス
スタンプ・フェアテックス（タイ語: แสตมป์ แฟร์เท็กซ์, ラテン文字転写: Stamp Fairtex、1997年11月16日 - ）は、タイ王国の女性総合格闘家、ムエタイ選手。ラヨーン県出身。フェアテックス・トレーニング・センター所属。元ONEキックボクシング世界女子アトム級王者。元ONEムエタイ世界女子アトム級王者。元ONE世界女子アトム級王者。ONE史上初の3種目制覇王者。

## 来歴
元ムエタイ選手の父親の指導で5歳からムエタイを始め、1年後にデビュー戦を行った。18歳からフェアテックスジムでブラジリアン柔術を始めた。

### ONE Championship
2018年7月19日、ONE Warrior Series 2で総合格闘技デビュー戦を行いラシ・シンデにハイキックでKO勝ち。
2018年10月6日、 ONE Championship初参戦となったONE Championship: Kingdom of Heroesで行われたONE世界女子アトム級キックボクシングタイトルマッチで王者キル・ビーに挑戦し、判定勝ちで王座獲得に成功した。
2019年2月22日、ONE Championship: Call to Greatnessで行われた初代ONE世界女子アトム級ムエタイ王座決定戦でジャネット・トッドと対戦し、判定勝ちで王座獲得に成功した。
2019年6月15日、ONE Championship: Legendary Questで行われたONE世界女子アトム級ムエタイタイトルマッチで挑戦者アルマ・ユニクと対戦し、判定勝ちで王座の初防衛に成功した。
2019年8月16日、ONE Championship: Dreams of Goldで総合格闘技2戦目を行いアシャ・ロカにリアネイキドチョークで一本勝ち。
2020年1月10日、ONE Championship: A New Tomorrowで総合格闘技4戦目を行いプージャ・トーマルにTKO勝ち。
2020年2月28日、 ONE Championship: King of the Jungleで行われたONE世界女子アトム級キックボクシングタイトルマッチで挑戦者ジャネット・トッドと再戦し、判定負けで王座の初防衛に失敗した。
2020年7月31日、ONE Championship: No Surrenderで総合格闘技5戦目を行いスニーサ・スリセンにTKO勝ち。
2020年8月28日、ONE Championship: A New Breedで行われたONE女子アトム級ムエタイ世界タイトルマッチで挑戦者アリシア・ヘレン・ホドリゲスと対戦し、判定負けで2度目の王座防衛に失敗した。
2021年1月22日、ONE Championship: Unbreakable 3で総合格闘技6戦目を行いアリヨナ・ラソヒナにギロチンチョークで一本負け。

#### ONE女子アトム級ワールドGP
2021年9月3日、ONE Championship: Empowerで行われたONE女子アトム級ワールドGP1回戦でアリヨナ・ラソヒナと再戦し、判定勝ちでリベンジを果たすと共に準決勝に進出した。
2021年10月29日、ONE Championship: NextGenで行われたONE女子アトム級ワールドGP準決勝でジュリー・メザバルバと対戦し、判定勝ちで決勝に進出した。
2021年12月3日、ONE Championship: Winter Warriorsで行われたONE女子アトム級ワールドGP決勝でリトゥ・フォガットと対戦し、腕ひしぎ十字固めで一本勝ち。グランプリ優勝を果たした。
2022年3月26日、ONE Championship: Xで行われたONE世界女子アトム級タイトルマッチで王者のアンジェラ・リーに挑戦し、リアネイキッドチョークで一本負けを喫した。

#### ONE世界同級3種目制覇達成
2023年9月30日、ONE Fight Night 14で行われたONE世界女子アトム級王座決定戦でハム・ソヒと対戦し、3RにボディストレートからのパウンドでTKO勝ちを収め総合格闘技王座2度目の挑戦で王座を獲得、男女共にONE史上初となる3種目の世界同級制覇王者となった。本来は暫定王座決定戦として行われる予定だったが、ONE世界女子アトム級王者のアンジェラ・リーが試合直前に引退と王座返上を表明したため、正規王座決定戦に変更された。
2024年6月8日、ONE 167で行われるONE世界女子アトム級タイトルマッチで元同門のデニス・ザンボアンガと対戦予定だったが、スタンプがトレーニング中に半月板を断裂し手術を受けたため中止となり、2024年9月6日にONE 168で行われる予定のONE女子王者としては史上初の2階級制覇がかかっていたONE女子ストロー級王者のション・ジンナンとのタイトルマッチについても中止が決まった。
2025年5月2日、スタンプが半月板断裂の手術後のリハビリ中に膝が悪化したため、同年8月にデンバーで予定されていたONE世界女子アトム級暫定王者デニス・ザンボアンガとのONE世界女子同級王座統一戦を欠場、それに伴い王座返上を発表しザンボアンガが正規王座に昇格した。

## 戦績

### 総合格闘技
| 総合格闘技 戦績 | 総合格闘技 戦績 | 総合格闘技 戦績 | 総合格闘技 戦績 | 総合格闘技 戦績 | 総合格闘技 戦績 | 総合格闘技 戦績 |
| --------------- | --------------- | --------------- | --------------- | --------------- | --------------- | --------------- |
| 13 試合         | (T)KO           | 一本            | 判定            | その他          | 引き分け        | 無効試合        |
| 11 勝           | 5               | 2               | 4               | 0               | 0               | 0               |
| 2 敗            | 0               | 2               | 0               | 0               | 0               | 0               |

| 勝敗 | 対戦相手               | 試合結果                                 | 大会名                                                              | 開催年月日     |
| ○    | ハム・ソヒ             | 3R 1:04 TKO（ボディストレート→パウンド） | ONE Fight Night 14: Stamp vs. Ham 【ONE世界女子アトム級王座決定戦】 | 2023年9月30日  |
| ○    | アリース・アンダーソン | 2R 2:27 TKO（ボディキック）              | ONE Fight Night 10: Johnson vs. Moraes 3                            | 2023年5月5日   |
| ○    | ジヒン・ラズワン       | 5分3R終了 判定3-0                        | ONE Fight Night 2: Xiong vs. Lee 3                                  | 2022年9月30日  |
| ×    | アンジェラ・リー       | 2R 4:50 リアネイキッドチョーク           | ONE Championship: X 【ONE世界女子アトム級タイトルマッチ】           | 2022年3月26日  |
| ○    | リトゥ・フォガット     | 2R 2:14 腕ひしぎ十字固め                 | ONE Championship: Winter Warriors 【ONE女子アトム級ワールドGP決勝】 | 2021年12月3日  |
| ○    | ジュリー・メザバルバ   | 5分3R終了 判定3-0                        | ONE Championship: NextGen 【ONE女子アトム級ワールドGP準決勝】       | 2021年10月29日 |
| ○    | アリヨナ・ラソヒナ     | 5分3R終了 判定2-1                        | ONE Championship: Empower 【ONE女子アトム級ワールドGP1回戦】        | 2021年9月3日   |
| ×    | アリヨナ・ラソヒナ     | 3R 4:53 ギロチンチョーク                 | ONE Championship: Unbreakable 3                                     | 2021年1月22日  |
| ○    | スニーサ・スリセン     | 1R 3:57 TKO                              | ONE Championship: No Surrender                                      | 2020年7月31日  |
| ○    | プージャ・トーマル     | 1R 4:27 TKO                              | ONE Championship: A New Tomorrow                                    | 2020年1月10日  |
| ○    | ビー・ニューイェン     | 5分3R終了 判定3-0                        | ONE Championship: Masters of Fate                                   | 2019年11月8日  |
| ○    | アシャ・ロカ           | 3R 1:29 リアネイキドチョーク             | ONE Championship: Dreams of Gold                                    | 2019年8月16日  |
| ○    | ラシ・シンデ           | 1R 0:19 KO（ハイキック）                 | ONE Warrior Series 2                                                | 2018年7月19日  |

## 獲得タイトル
- 第2代ONEキックボクシング世界女子アトム級王座（2018年）
- 初代ONEムエタイ世界女子アトム級王座（2019年）
- ONE女子アトム級ワールドグランプリ 優勝（2021年）
- 第2代ONE世界女子アトム級王座（2023年）